# Virus (Spirou et Fantasio)
Pour les articles homonymes, voir virus (homonymie).
Virus est la 86e histoire et le 33e album de la série Spirou et Fantasio de Tome et Janry. Elle est publiée pour la première fois dans Spirou du no 2305 au no 2321 en 1982. L'album sort en 1984.
L'histoire comporte de nombreuses similitudes avec le film The Thing de John Carpenter sorti en 1982.

## Univers

### Synopsis
Alors qu'il enquête sur le HK Glacier, un navire en quarantaine, Fantasio rencontre son vieil ennemi, John Héléna dit "La Murène". Celui-ci lui apprend qu'à sa sortie de prison, il a été engagé pour une mission scientifique en Antarctique sur la virologie mais qu'en dépit des mesures de sécurité lui et les membres de la mission ont été contaminés par une maladie se transmettant par contact physique. Il réclame à voir le Comte de Champignac, selon lui le seul individu pouvant le sauver. Spirou et Spip les rejoignent mais l'écureuil, avant d'être informé de la situation, mord Héléna et se retrouve contaminé.
Le Comte a la solution : un champignon microscopique chasseur de virus, qu'il nomme "Antivirax", actif seulement en contact d'un toxique qui n'existe que dans la base polaire où Héléna a été infecté. Les héros partent donc pour le pôle sud où ils sont accueillis par le commandant Sergeïev et ses hommes à Mirnov-Skaya. Là, Spirou demande à rejoindre la station en détresse en autochenille. Ils sont accompagnés par Nadja Tovaritch et par Andreï Homèdsyne, le médecin de Mirnov-Skaya. Mais le médecin est un traître qui tente de les faire tomber dans une embuscade menée par un certain Frank et ses hommes. L'une des deux autochenilles est détruite tout comme les ampoules anti-froid données par le comte de Champignac, en dépit du fait qu'un journaliste infiltré parmi les tueurs, Marcel Volène, ai tenté de faire échouer l'embuscade. Cependant Nadja Tovaritch a pu empêcher Homèdsyne de voler la seconde autochenille. Néanmoins, dans le feu de l'action, la combinaison d'Héléna s'est déchirée, causant la contamination de l'équipe et de Marcel, qui s'est joint à eux.
De son côté, Champignac essaye d'informer le ministère de la recherche. Cependant, le conseiller au ministère, Basile de Koch, est également le PDG de l'entreprise Farmarm France à laquelle appartient la base polaire, où il entretient dans le secret un trafic d'armes biologiques. Il ralentit le Comte dans ses démarches, tandis que ses tueurs menés par Frank s'attaquent à Spirou et ses compagnons en Antarctique. Mais il est arrêté grâce à un dossier mis au point par Marcel Volène.
Spirou, Fantasio, Nadja et Marcel Volène ont pu parvenir à la base et retiennent prisonnier Homèdsyne avec eux. Ils découvrent que les malades survivent encore et que les animaux ne sont pas contaminés, déduisant ainsi l'insensibilité de Spip au virus. Ils trouvent un homme essayant de se pendre (avec un élastique) par remords, déduisant de sa lettre d'adieu son identité de créateur de virus artificiels de la base "Isola Red". Celui-ci les aide à trouver le toxique requis pour le fonctionnement de l'Antivirax. Ils découvrent aussi dans la base un stock d'armes qui leur permet de repousser l'attaque des hommes de Frank.
Des parachutistes et secours arrivent ensuite accompagnés par le comte de Champignac. Les survivants sont guéris grâce à l'Antivirax et tout le monde évacue la base contaminée avant qu'elle ne soit détruite par des bombardiers.
Cependant Frank a pu s'échapper. Quant à John Héléna, lui aussi guéri, il revient six mois plus tard sur les ruines de la base pour la faire visiter à des touristes.

### Découpage du scénario
Les planches originales montrent que le scénario original était découpé en trois parties : le syndrome polaire (planche 1), le piège (planche 16) et Isola Red (planche 35).

### Personnages
- Spirou
- Fantasio
- Spip
- Le Comte de Champignac
- John Héléna, dit "La Murène"
- Le commandant Sergeïev
- Nadja Tovaritch
- Andreï Homèdsyne, le médecin de Mirnov-Skaya
- Basile de Koch (première apparition)
- Frank (première apparition)
- Marcel Volène (première apparition)

### Lieux réels
Le Havre. On reconnait notamment l'église Notre-Dame du bon secours.
La base Mirnov-Skaya n'existe pas, mais son nom évoque la base bien réelle de Novolazarevskaya.

### Anecdotes
Le nom du glacier "Henning Kure – Copenhague" fait référence au nom de l'éditeur Danois de Spirou et Fantasio .

## Historique
Le duo Tome & Janry épaule Dupa sur la série Cubitus qui fait les beaux jours du journal de Tintin à la fin des années 1970
Ils travailleront ensemble en tant qu’assistants de Philippe Turk et Bob De Groot (Robin Dubois, Léonard est un génie,…) jusqu’à ce que le rédacteur en chef du magazine Spirou d'alors, Alain De Kuyssche les remarque et les engage. Ils apprennent que Jean-Claude Fournier a cessé de dessiner en 1981 le personnage-fétiche du journal. De Kuyssche cherche un scénariste pour la série. Tome accepte de tenter l’expérience à la condition que Janry soit engagé pour les dessins. 
Ils veulent faire leurs preuves mais sans vouloir être en concurrence avec Nic, chargé d'illustrer les aventures de Spirou & Fantasio à la suite de Fournier. Cependant, le rédacteur en chef de Dupuis a saisi l’opportunité pour les placer en tant que challengers car il était en désaccord avec la sélection de Nic. Les éditions Dupuis font leur choix : la série leur est confiée.
Le duo possédant déjà une histoire courte qui se passait au Pôle Nord et qui s’intitulait « Virus », cette histoire est alors devenue un album de 44 pages. Ils apprennent plus tard que Dupuis avait sollicité l’avis de Franquin qui avait approuvé de les engager. « Virus » est pré-publié en 1982 dans le journal de Spirou.
Nic et le scénariste Cauvin ont continué à travailler sur leurs 3 nouveaux albums pour boucler leur contrat: La Ceinture du grand froid (1983), La Boîte noire (1983) et Les Faiseurs de silence (1984). Ce n’est qu’après leurs parutions que Tome & Janry sont devenus les nouveaux créateurs officiels.

## Publication

### Revues
- Publiée pour la première fois dans le Journal Spirou du no 2305 au no 2321[3].

### Album
Spirou et Fantasio 33. Première édition : Édition Dupuis. Dépôt légal 3e trimestre 1984,.

## Adaptation
- Cet album fut adapté en 1993 dans la série animée Spirou.